# Michendorf
Michendorf è un comune del Brandeburgo, in Germania.
Appartiene al circondario (Landkreis) di Potsdam-Mittelmark (targa PM).

## Storia
Nel 2003 vennero aggregati al comune di Michendorf i comuni di Fresdorf, Langerwisch, Stücken, Wildenbruch e Wilhelmshorst.

## Società

### Evoluzione demografica
- Sviluppo della popolazione dal 1875 entro gli attuali confini (Linea Blu: Popolazione; Linea puntata: Confronto dello sviluppo della popolazione dello stato del Brandenburgo; Sfondo grigio: Ai tempi del governo nazista; Sfondo rosso: Al tempo del governo comunista)
- Sviluppo recente della popolazione (Linea blu) e previsioni

| Anno | Abitanti |
| ---- | -------- |
| 1875 | 1 766    |
| 1890 | 2 039    |
| 1910 | 2 739    |
| 1925 | 3 720    |
| 1939 | 7 104    |
| 1950 | 8 572    |
| 1964 | 8 313    |

| Anno | Abitanti |
| ---- | -------- |
| 1971 | 8 372    |
| 1981 | 7 742    |
| 1985 | 7 598    |
| 1990 | 7 419    |
| 1995 | 7 751    |
| 2000 | 10 233   |
| 2005 | 11 163   |

| Anno | Abitanti |
| ---- | -------- |
| 2010 | 11 805   |
| 2015 | 12 178   |
| 2016 | 12 271   |
| 2017 | 12 437   |
| 2018 | 12 726   |
| 2019 | 13 134   |
| 2020 | 13 278   |

Fonti dei dati sono nel dettaglio nelle Wikimedia Commons..

## Geografia antropica

### Suddivisioni amministrative
Il territorio comunale si divide in 6 zone (Ortsteil), corrispondenti al centro abitato di Michendorf e a 5 frazioni:
- Michendorf (centro abitato)
- Fresdorf
- Langerwisch
- Stücken
- Wildenbruch
- Wilhelmshorst